# Миливој Јамбришак
Миливој Јамбришак (Загреб, 15. мај 1878 — Влашић, 10. децембар 1943) био је лекар, учесник Првог балканског рата, Првог светског рата и Народноослободилачке борбе, члан Председништва ЗАВНОХ-а и Националног комитета ослобођења Југославије.

## Биографија
Рођен је 15. маја 1878. године у Загребу. Студиј медицине завршио је у Бечу. Као лекар-добровољац ступио је у српску војску 1912. године за време Првог балканског рата. 1914. године мобилизован је у аустроугарску војску, а 1916. је био заробљен на аустро-руском фронту у Галицији. У Русији је као драговољац приступио у Прву српску доборвољачку дивизију, организовану у Одеси.
Крајем 1916. године постаје члан Југословенског одбора у Лондону и као његов делегат делује при Добровољачком корпусу Срба, Хрвата и Словенаца, све до октобарских дана 1917. године. Пошто је др Франко Поточњак напустио Русију, Јамбришак је постао нови представник Југословенског одбора и у Русији провео раздобље обеју револуција, боравећи наизменце у Петрограду и Одеси.
У међуратном је периоду живео у Београду из којега је, одмах након немачког бомбардовања града 6. априла 1941. преселио у Опатију, заједно с адвокатом Антом Мандићем, својим дугогодишњим пријатељем из Русије. У Опатији је остао до капитулације Италије, а септембра 1943. године, с Антом Мандићем и његовим старијим сином Олегом долази на ослобођену територију и придружује се Народноослободилачком покрету.
Октобра месеца, на Другом заседању ЗАВНОХ-а у Плашком био је изабран за члана његова Председништва. На Другом заседању АВНОЈ-а, именован је повереником за народно здравље у Националном комитету ослобођења Југославије (НКОЈ).
На путу из Јајца на ослобођену територију Хрватске, умро је 10. децембра 1943. на планини Влашићу, вероватно од последица тифуса, и покопан код села Витовља. Након рата, Републички одбор удружења бораца БиХ му је у близини села подигао споменик.